# 黄池镇
黄池镇，是中华人民共和国安徽省马鞍山市当涂县下辖的一个乡镇级行政单位。2019年被评为中国文化百强镇。

## 行政区划
黄池镇下辖以下地区：
黄池社区、亭头社区、殷村、劳动村、三星村、长福村、福光村、尚兴村、戚桥村、三里村、杨桥村、福山村、三合村、中闸村、中渡村、渔河村、柘林村、双沟村、西河村和南埂村。